# Full Heart, Empty Pool
«Full Heart, Empty Pool» (укр. «Повне серце, порожній басейн») — двадцять перша серія тридцять шостого сезону мультсеріалу «Сімпсони», прем'єра якої відбулась 11 травня 2025 року у США на телеканалі «Fox».
Серію присвячено пам'яті співачки-композиторки Джилл Собул, яка померла 10 днів до того у віці 66 років.

## Сюжет
Гомер спричиняє нещасний випадок з екскаватором для будівництва басейну, та подає до суду на будівельну крамницю. Він виграє справу. На здобуті гроші Гомер купує обладнання й аксесуари для басейну, однак усвідомлює, що басейну так і нема. Після цієї невдачі у Віккапедії створюють сторінку про нього. Через це Гомер починає турбуватися, що він залишить у спадок, окрім тавра невдахи.
Недільної ночі йому сниться сон із тревел-письменником Ріком Стівсом. Рік показує йому статуї людей, які зробили свій внесок у розвиток Спрінґфілда, але немає жодної статуї Гомера…
Наступного дня пригнічений сном Гомер починає постійно бити по м'ячу в ямі для басейна. Мардж кличе Ейба Сімпсона на допомогу. Спершу дід Сімпсон бурчить на сина, але згодом Гомер залучає батька  до гри з м'ячем. Удвох вони випаково створюють новий вид спорту — макітробол (англ. noodleball). Суть гри полягає в тому, що гравці мають кинути м'яч, щоб той відбився від стінок порожнього басейна і зробив круговий оберт. Далі гравці мають зловити його або відбити, щоб це не вийшло в суперника.
Цей вид спорту швидко стає популярним у місті, і Гомер з батьком думає, що це і буде їхньою спадщиною. Мешканці спорожнюють басейни у своїх будинках або грають в макітробол у Спрінґфілдському будинку престарілих. Однак, басейни починають захоплювати люди, які хочуть використовувати їх за призначенням. У Віккапедії на сторінці про макітробол додається новий розділ про суперечності.
Гомер з Ейбом удвох тепер сидять пригнічено в ямі для басейна. До них приходить бізнесмен Ґабріель Разелтон, представник Ради з питань органічного вирощування на основі кісточок.. Він пропонує допомогу: він хоче побудувати цілий макітробольний стадіон і вкласти гроші в розвиток цього спорту. Обоє Сімпсонів захоплені цією ідеєю. Попросивши Ейба вийти, Ґабріель каже Гомерові, що хоче відігнати від макітробола літніх людей, включно з Ейбом. Він планує націлюватися на молодшу авдиторію. Гомер погоджується.
На новому стадіоні проводиться турнір з макітробола. Серед гравців багато знаменитостей. Тим часом Мардж хвилюється, що Гомер приховує правду про вигнання від дідуся, хоча той все одно дізнається.
Вдома у Сімпсонів Ейб навчає сина, що спадщина не має значення, оскільки ніхто з них не зможе насолодитися нею, і що ніхто їх не пам'ятатиме. Водночас Ліса пояснює йому, як компанія Разелтона використовує макітробол, щоб приховати свою незаконну діяльність.
Щоб повернути спорт звичайним людям, Гомер разом з дідусем Сімпсоном вирішує кинути виклик найкращій макітробольній команді. Однак, на грі Гомер ламає стегно, а у Дідуся трапляється серцевий напад. Як наслідок макітробол забороняють через небезпеку.
У сцені під час титрів Гомер з батьком озвучують один з розділів правил макітробола.

## Виробництво
У синопсисі серії актора Мадса Міккельсена було зазначено як запрошену зірку в ролі Вільгельма фон Вонтгельм, але у фінальній версії епізода персонажа озвучив Моріс ЛаМарш.
За словами співвиконавчого продюсера серії Роба Лазебника, творча команда хотіла, щоб Спрінґфілд уві сні Гомера було оформлено у стилі італійського художника-протосюрреаліста Джорджо де Кіріко.

## Культурні відсилання та цікаві факти
- Сюжет серії про винахід виду спорту є схожим до комедії 1998 року «БЕЙСкетбол»[4].

## Ставлення критиків і глядачів
Під час прем'єри серію переглянули 0,693 млн осіб, з рейтингом 0.2, що зробило її другим найпопулярнішим шоу на каналі «Fox» тієї ночі, після «Сім'янина».
Джон Шварц із сайту «Bubbleblabber» оцінив серію на 6/10, сказавши, що серія «справді видалася передостаннім типом спроби у стилі „просто викиньте це“. Епізод не був оригінальним, але в інших аспектах виправдав очікування».
На сайті «Me Blog Write Good» відзначили, що це «просто неймовірно одноразова серія»